# Giuseppe Cella
Giuseppe Cella detto Pitìn (Piacenza, 2 aprile 1910 – Piacenza, 20 ottobre 1998) è stato un allenatore di calcio e calciatore italiano, di ruolo attaccante.

## Carriera
Cresciuto nel Pro Piacenza, esordisce diciassettenne nel Piacenza, la squadra della sua città a cui legherà quasi interamente la sua carriera e a cui arriva portato dal dirigente Ernesto Bertocchi. Debutta nel ruolo di mezzala nel campionato di Seconda Divisione 1927-1928, sostituendo Mario Bernetti appena ceduto alla Fiorentina; a partire dal campionato di Prima Divisione 1929-1930 diventa titolare, andando per la prima volta in doppia cifra.
Nel campionato 1932-1933 viene spostato per la prima volta nel ruolo di ala destra, nel quale giocherà negli anni a venire. Al termine del campionato di Prima Divisione 1933-1934, nel quale realizza 9 reti in campionato e 3 nel girone-promozione, viene ceduto al Parma insieme al compagno d'attacco Antonio Rossetti, a causa delle difficoltà economiche della società biancorossa. Con la formazione crociata si mette in mostra realizzando 15 reti nel campionato di Prima Divisione 1934-1935 concluso al secondo posto.
Nel 1935 rientra al Piacenza. Il 1935-1936 divenne la sua miglior stagione in assoluto: va a segno 17 volte, risultando il secondo tiratore della squadra dopo Carlo Girometta. Le sue prestazioni gli valgono l'interessamento del Bologna, ma il trasferimento non si concretizza per non abbandonare l'impiego nell'Esattoria comunale. Nel campionato di Serie C 1937-1938 contribuisce con 11 reti al primo posto dei biancorossi, che tuttavia vengono sconfitti nello spareggio-promozione contro il Fanfulla.
Al termine del campionato di Serie C 1939-1940 abbandona l'attività agonistica; dopo la fine della Seconda guerra mondiale allena per una stagione la Turris, squadra minor piacentina e in seguito si occupa delle giovanili del Piacenza, insieme agli ex compagni di squadra Bolledi, Bergonzi, Rossetti e Loranzi. Nel 1949, a nove anni di distanza dal ritiro, torna in campo nel Piacenza impegnato in trasferta contro il Magenta, per la sua ultima apparizione in maglia biancorossa. Negli anni successivi anche i figli Carlo e Maurizio giocheranno nella formazione emiliana.
Complessivamente ha disputato 273 partite di campionato con il Piacenza, con le quali è il secondo giocatore più presente della storia del club dietro Gianpietro Piovani; ha realizzato 101 reti in maglia biancorossa, risultando il miglior marcatore in assoluto davanti ad Antonio Rossetti e allo stesso Piovani.

## Statistiche

### Presenze e reti nei club
| Stagione        | Squadra         | Campionato      | Campionato | Campionato | Coppe nazionali | Coppe nazionali | Coppe nazionali | Coppe continentali | Coppe continentali | Coppe continentali | Altre coppe | Altre coppe | Altre coppe | Totale | Totale |
| Stagione        | Squadra         | Comp            | Pres       | Reti       | Comp            | Pres            | Reti            | Comp               | Pres               | Reti               | Comp        | Pres        | Reti        | Pres   | Reti   |
| --------------- | --------------- | --------------- | ---------- | ---------- | --------------- | --------------- | --------------- | ------------------ | ------------------ | ------------------ | ----------- | ----------- | ----------- | ------ | ------ |
| 1927-1928       | Piacenza        | SD              | 10+6       | 5+0        | -               | -               | -               | -                  | -                  | -                  | -           | -           | -           | 16     | 5      |
| 1928-1929       | Piacenza        | PD              | 14         | 2          | -               | -               | -               | -                  | -                  | -                  | -           | -           | -           | 14     | 2      |
| 1929-1930       | Piacenza        | PD              | 26         | 10         | -               | -               | -               | -                  | -                  | -                  | -           | -           | -           | 26     | 10     |
| 1930-1931       | Piacenza        | PD              | 26         | 13         | -               | -               | -               | -                  | -                  | -                  | -           | -           | -           | 26     | 13     |
| 1931-1932       | Piacenza        | PD              | 24         | 12         | -               | -               | -               | -                  | -                  | -                  | -           | -           | -           | 24     | 12     |
| 1932-1933       | Piacenza        | PD              | 20         | 6          | -               | -               | -               | -                  | -                  | -                  | -           | -           | -           | 20     | 2      |
| 1933-1934       | Piacenza        | PD              | 27+6       | 10+3       | -               | -               | -               | -                  | -                  | -                  | -           | -           | -           | 33     | 13     |
| 1934-1935       | Parma           | PD              | 24         | 15         | -               | -               | -               | -                  | -                  | -                  | -           | -           | -           | 24     | 15     |
| 1935-1936       | Piacenza        | C               | 27         | 17         | CI              | 1               | 0               | -                  | -                  | -                  | -           | -           | -           | 28     | 17     |
| 1936-1937       | Piacenza        | C               | 26         | 2          | CI              | 4               | 1               | -                  | -                  | -                  | -           | -           | -           | 30     | 3      |
| 1937-1938       | Piacenza        | C               | 26+1       | 11+0       | CI              | 1               | 0               | -                  | -                  | -                  | -           | -           | -           | 28     | 11     |
| 1938-1939       | Piacenza        | C               | 24         | 8          | CI              | 1               | 0               | -                  | -                  | -                  | -           | -           | -           | 25     | 8      |
| 1939-1940       | Piacenza        | C               | 22         | 5          | CI              | 0               | 0               | -                  | -                  | -                  | -           | -           | -           | 22     | 5      |
| 1948-1949       | Piacenza        | C               | 1          | 0          | -               | -               | -               | -                  | -                  | -                  | -           | -           | -           | 1      | 0      |
| Totale Piacenza | Totale Piacenza | Totale Piacenza | 273+13     | 101+3      | -               | 7               | 1               | -                  | -                  | -                  | -           | -           | -           | 293    | 105    |
| Totale carriera | Totale carriera | Totale carriera | 297+13     | 116+3      | -               | 7               | 1               | -                  | -                  | -                  | -           | -           | -           | 317    | 120    |

## Palmarès

### Giocatore
- Seconda Divisione: 1

Piacenza: 1927-1928 (girone D)